# Janusz Korczak
Janusz Korczak, bút danh của Henryk Goldszmit  (22 tháng 7 năm 1878 hoặc 1879 - 7 tháng 8 năm 1942 ), là một nhà giáo dục, tác giả viết cho trẻ em và nhà sư phạm người Do Thái gốc Ba Lan được gọi là Pan Doktor ("Ông bác sĩ") hoặc Stary Doktor ("Bác sĩ già"). Sau nhiều năm làm giám đốc một trại trẻ mồ côi ở Warszawa, ông đã từ chối chạy trốn nhiều lần và ở lại với các trẻ mồ côi đến khi toàn bộ trại này được Đức quốc xã chuyển từ Ghetto Warszawa đến trại hủy diệt Treblinka, trong chiến dịch Grossaktion Warszawa năm 1942.

## Tiểu sử
Korczak được sinh ra tại Warszawa vào năm 1878 hoặc 1879 (nguồn nói khác nhau ) trong gia đình của Józef Goldszmit, một luật sư từ một gia đình của những người ủng hộ haskalah, và Cecylia nhũ danh Gębicka, con gái của một Gia đình Kalisz nổi bật. Sinh ra trong một gia đình Do Thái, ông là một người theo thuyết bất khả tri khi trưởng thành, ông không tin vào việc ép buộc tôn giáo đối với trẻ em. Cha ông bị bệnh vào khoảng năm 1890 và được đưa vào bệnh viện tâm thần, nơi ông qua đời sáu năm sau đó vào ngày 25 tháng 4 năm 1896. Các căn hộ rộng rãi của gia đình đã bị bỏ đi trên đường Miodowa, lúc đó có tên là Więtojerska. Khi tình hình tài chính của gia đình ông xấu đi, Henryk dù vẫn đang học Trường thể thao (8th Lycée in Warsaw hiện tại 8th Lycée in Warsaw) đã bắt đầu làm gia sư cho các học sinh khác. Năm 1896, ông ra mắt trên sân khấu văn học với một tản văn châm biếm về việc nuôi dạy trẻ em, Węzeł gordyjski (The Gordian Knot).
Năm 1898, ông đã sử dụng tên Janusz Korczak làm bút danh trong cuộc thi văn học Ignacy Jan Paderewski. Tên này bắt nguồn từ cuốn sách Janasz Korczak và Pretty Swordsweeperlady (O Janaszu Korczaku i pięknej Miecznikównie) của Józef Ignacy Krasnzewski. Vào những năm 1890, ông học tại Đại học Bay (Flying University). Trong những năm 1898-1904, Korczak học ngành y tại Đại học Warszawa và còn viết báo cho một số tờ báo bằng tiếng Ba Lan. Sau khi tốt nghiệp, ông trở thành bác sĩ nhi khoa. Năm 1905−1912 Korczak làm việc tại Bệnh viện Nhi đồng Bersohns và Baumans ở Warszawa. Trong Chiến tranh Nga-Nhật, năm 1905-06, ông làm bác sĩ quân đội. Trong thời gian đó, cuốn sách Đứa con của phòng vẽ (Dziecko salonu) của ông đã giúp ông được công nhận về tài văn học. 

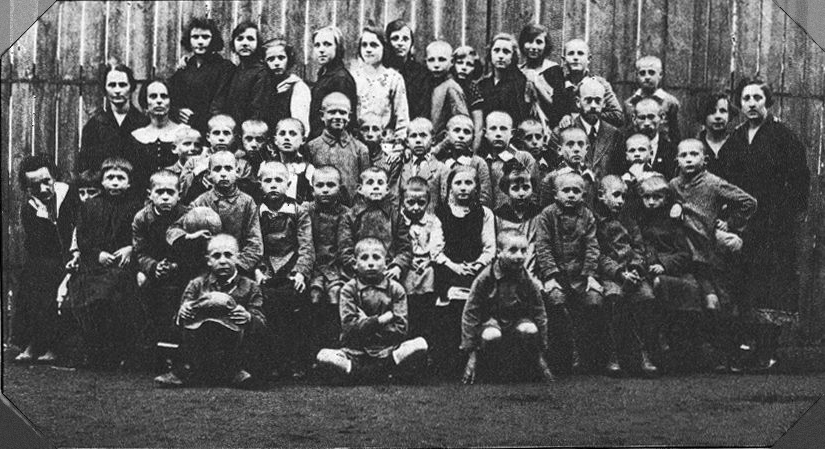
Janusz Korczak với các trẻ em trong những năm 1920

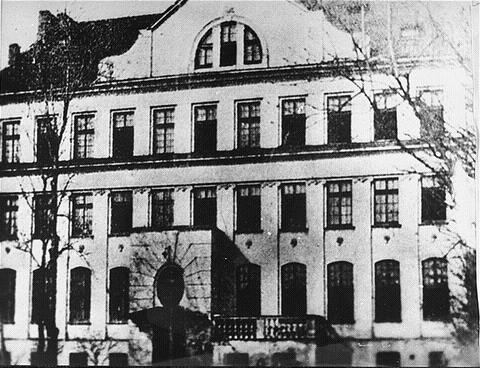
Trại trẻ mồ côi tại 92 Krochmalna Street nơi Korczak làm việc. Ông sống trong một căn phòng trên gác mái đã bị phá hủy trong Thế chiến II và không được xây dựng lại

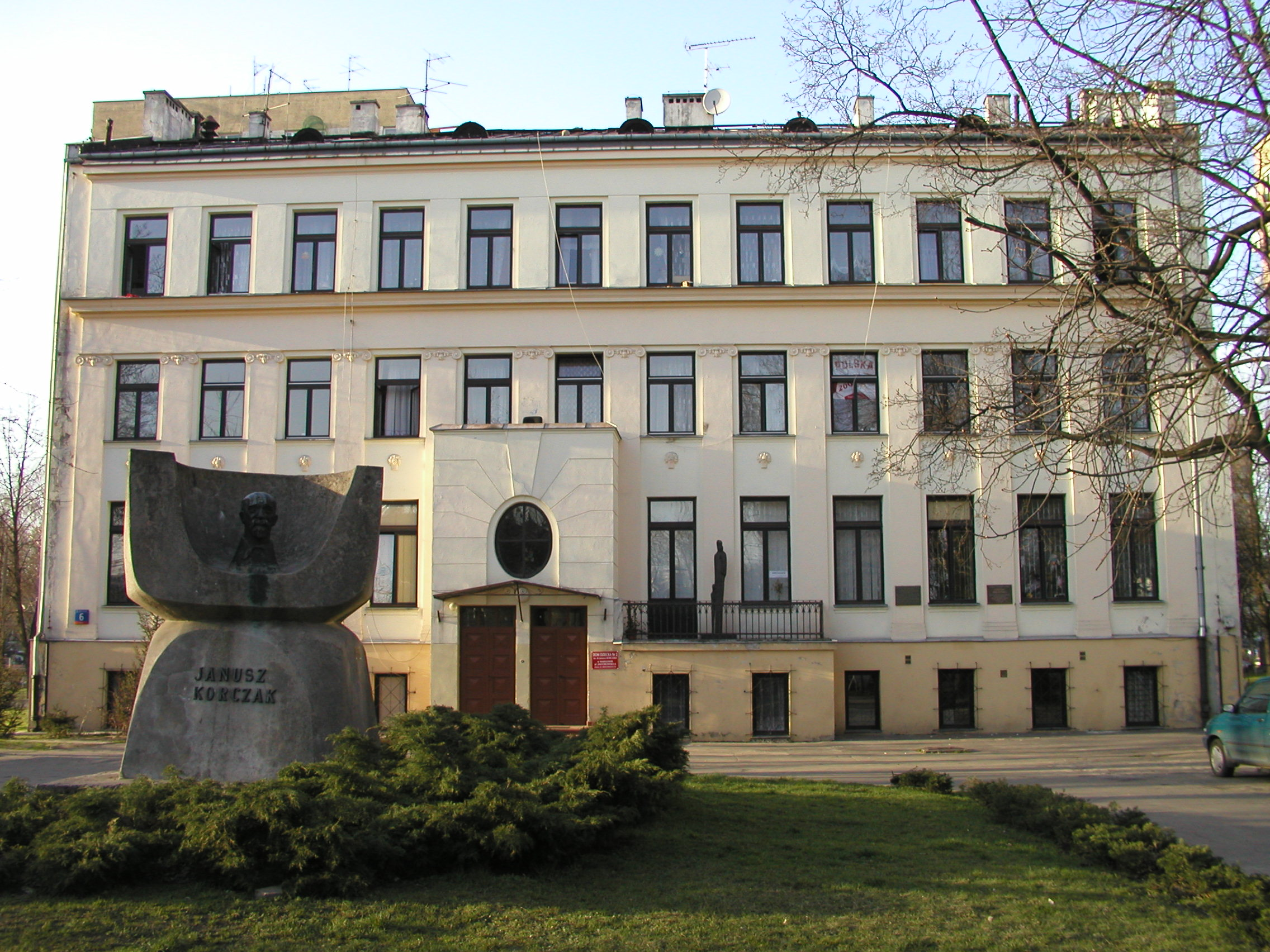
Trại trẻ mồ côi của Korczak ngày nay vẫn đang hoạt động tại số 6 đường Jaktorowska

Năm 1907-08, Korczak đi học ở Berlin. Trong khi làm việc cho Hội trẻ mồ côi năm 1909, ông đã gặp Stefania Wilczyńska, người sẽ trở thành cộng sự thân cận nhất trong tương lai của ông. Vào năm 1911-1912, ông trở thành giám đốc của Dom Sierot tại Warszawa, một trại trẻ mồ côi do chính ông thiết kế cho trẻ em Do Thái. Ông thuê Wilczyńska làm trợ lý. Ở đó, ông đã thành lập một nền cộng hòa dành cho trẻ em với một quốc hội nhỏ, một tòa án và một tờ báo. Ông giảm bớt các trách nhiệm khác của mình như một bác sĩ. Một số mô tả của ông về trại hè cho trẻ em Do Thái trong giai đoạn này và về sau, sau đó đã được xuất bản trong cuón Fragmenty Utworów của ông và đã được dịch sang tiếng Anh.
Trong Thế chiến I, năm 1914 Korczak trở thành một bác sĩ quân đội với cấp bậc trung úy. Ông phục vụ một lần nữa với tư cách là bác sĩ quân đội trong Quân đội Ba Lan với cấp bậc thiếu tá trong Chiến tranh Xô-viết Ba Lan, nhưng sau một thời gian ngắn ở Łódź ông được chuyển tới Warszawa. Sau các cuộc chiến, ông tiếp tục hành nghề ở Warszawa.

### Ba Lan quân chủ
Năm 1926, Korczak đã sắp xếp cho những đứa trẻ của Dom Sierot (Nhà trẻ mồ côi) có một tờ báo của riêng mình, Mały Przegląd (Tạp chí nhỏ), như một tài liệu đính kèm hàng tuần với tờ báo Do Thái Ba Lan Nasz Przegląd (Tạp chí của chúng tôi). Trong những năm này, thư ký của ông là tiểu thuyết gia người Ba Lan nổi tiếng, Igor Newerly.
Trong những năm 1930, ông đã có chương trình phát thanh của riêng mình, nơi ông đã thúc đẩy và phổ biến các quyền của trẻ em. Năm 1933, ông được trao tặng Chữ thập bạc của Polonia Restituta. Giữa năm 1934-36, Korczak đã đi du lịch hàng năm đến Mandate Palestine và viếng thăm kibbutzim của nó, dẫn đến một số bình luận chống Do Thái trên báo chí Ba Lan. Ngoài ra, nó đã thúc đẩy sự ghẻ lạnh của ông với trại trẻ mồ côi không phải là người Do Thái mà ông cũng đang làm việc tại đó. Tuy nhiên, ông từ chối chuyển đến Palestine ngay cả khi cô Wilczyńska tới sống ở đó vào năm 1938. Cô trở về Ba Lan vào tháng 5 năm 1939 vì không thể hòa nhập và tiếp tục vai trò là hiệu trưởng trường của Korczak.

### Holocaust

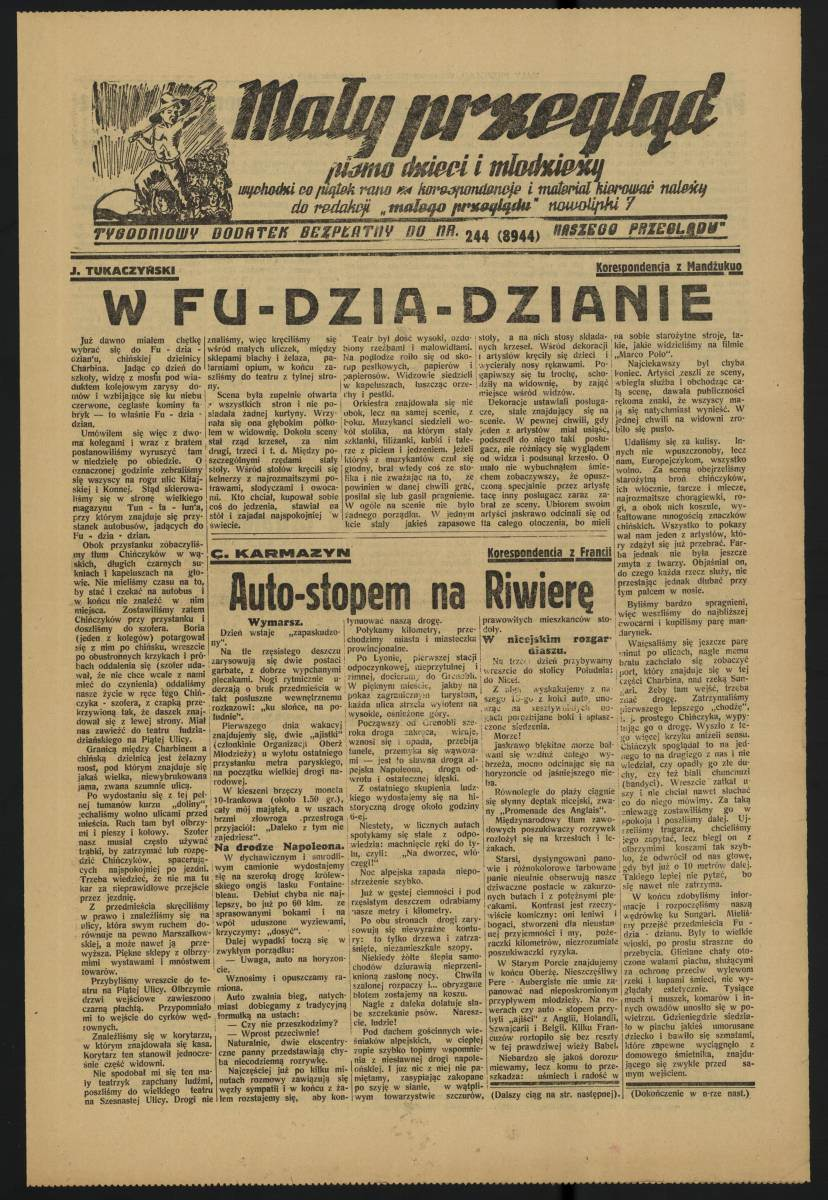
Số cuối cùng của Mały Przegląd (Đánh giá nhỏ) ngày 1 tháng 9 năm 1939

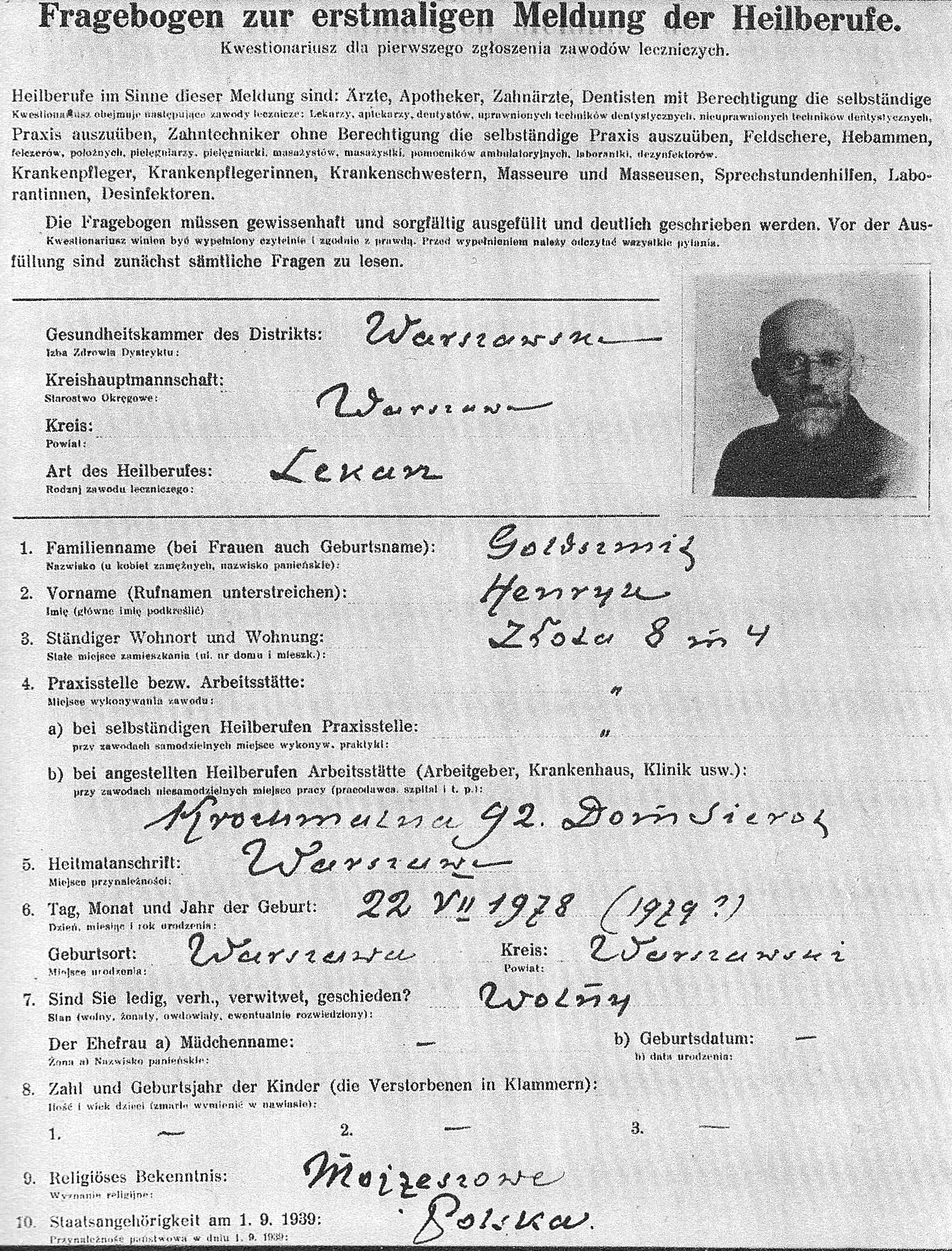
Thẻ của Korczak được chuẩn bị trong quá trình đăng ký bắt buộc các bác sĩ do cơ quan chiếm đóng Đức ra lệnh tại Warszawa vào năm 1940

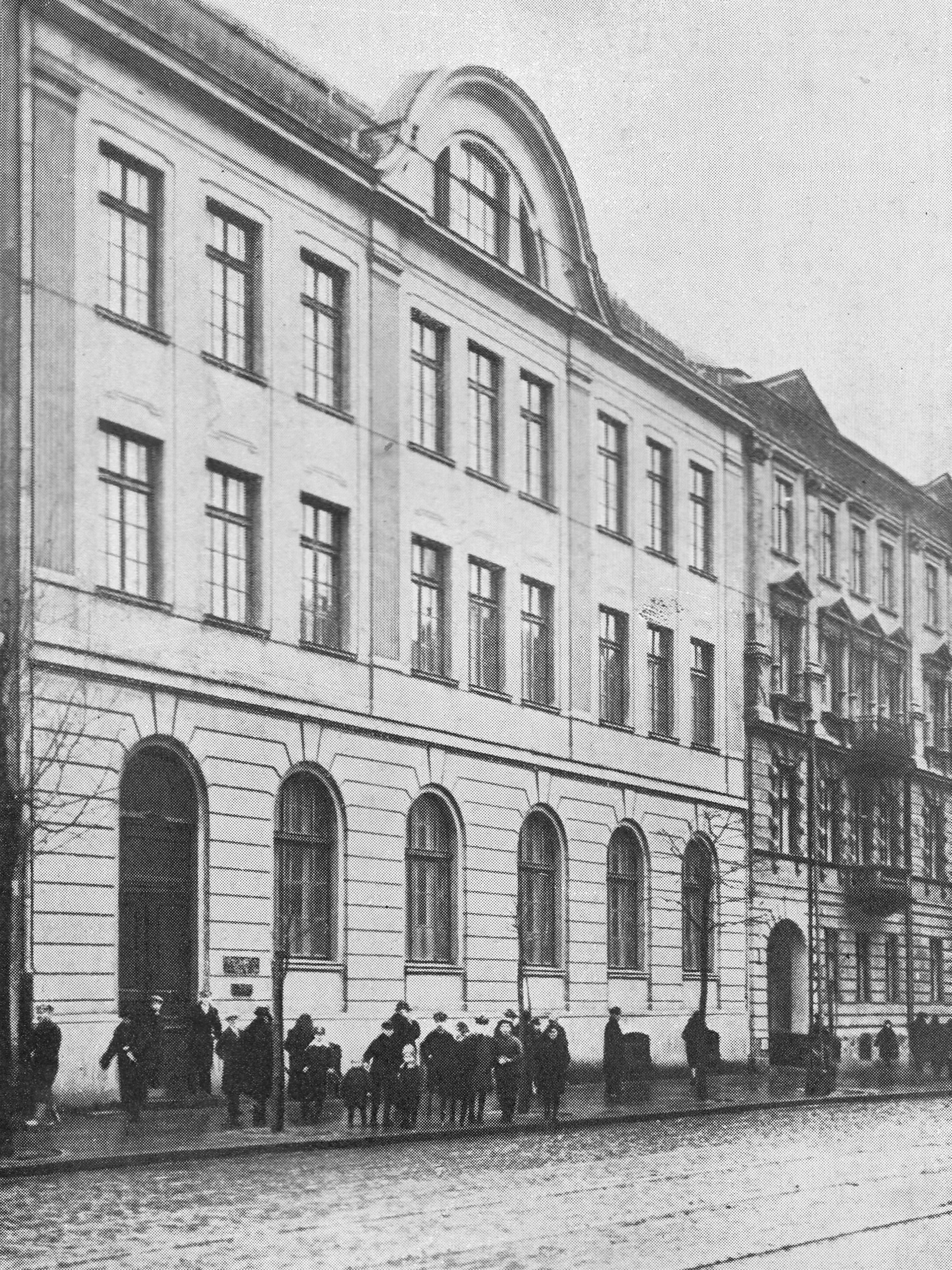
Tòa nhà của Państwowa Szkoła Handlowa Męska im. J. i M. Roeslerów, trong khoảng thời gian từ tháng 11 năm 1940 đến tháng 10 năm 1941, vị trí của Dom Sierot tại Ghetto Warszawa

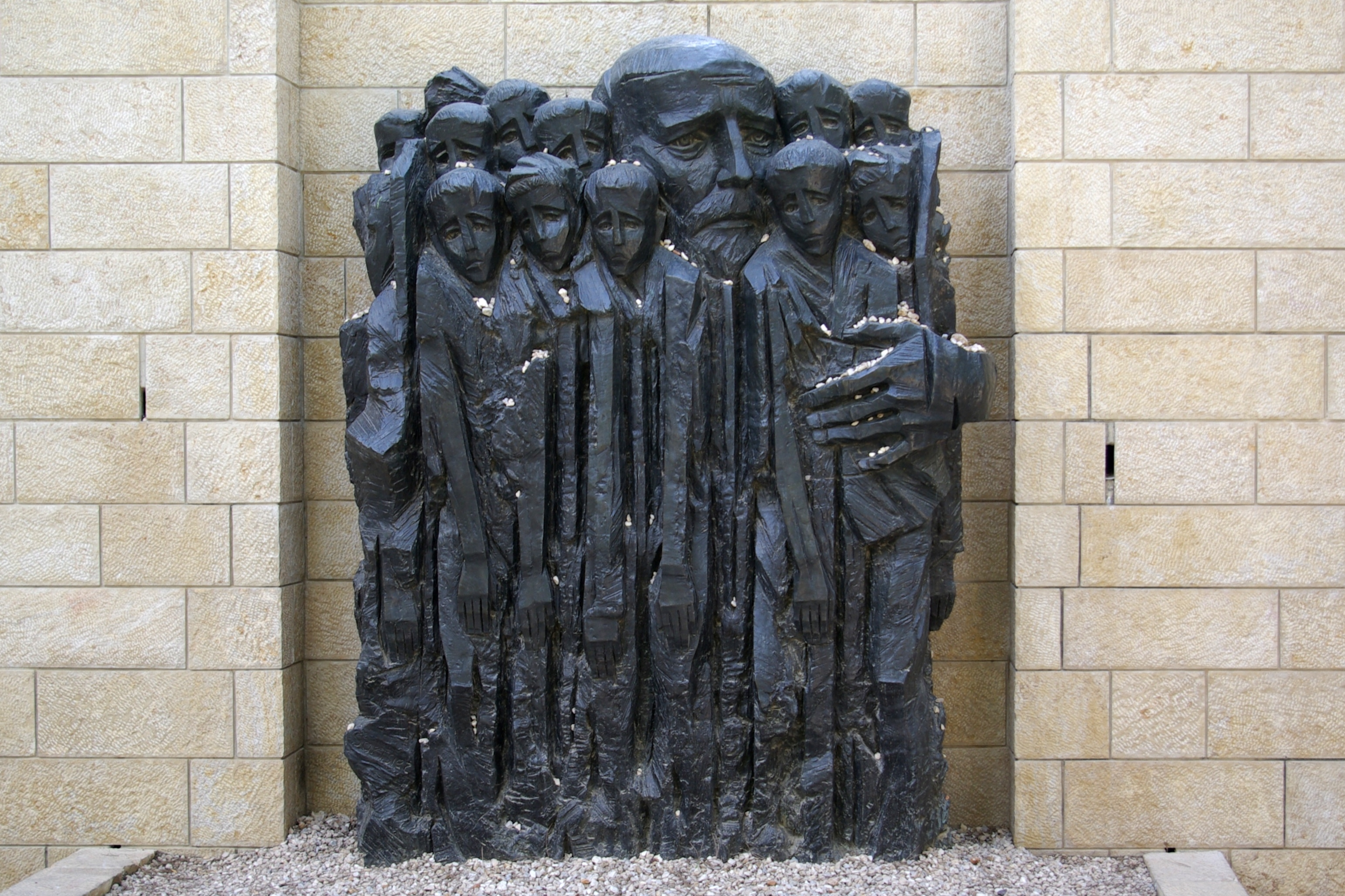
Janusz Korczak và những đứa trẻ, đài tưởng niệm tại Yad Vashem

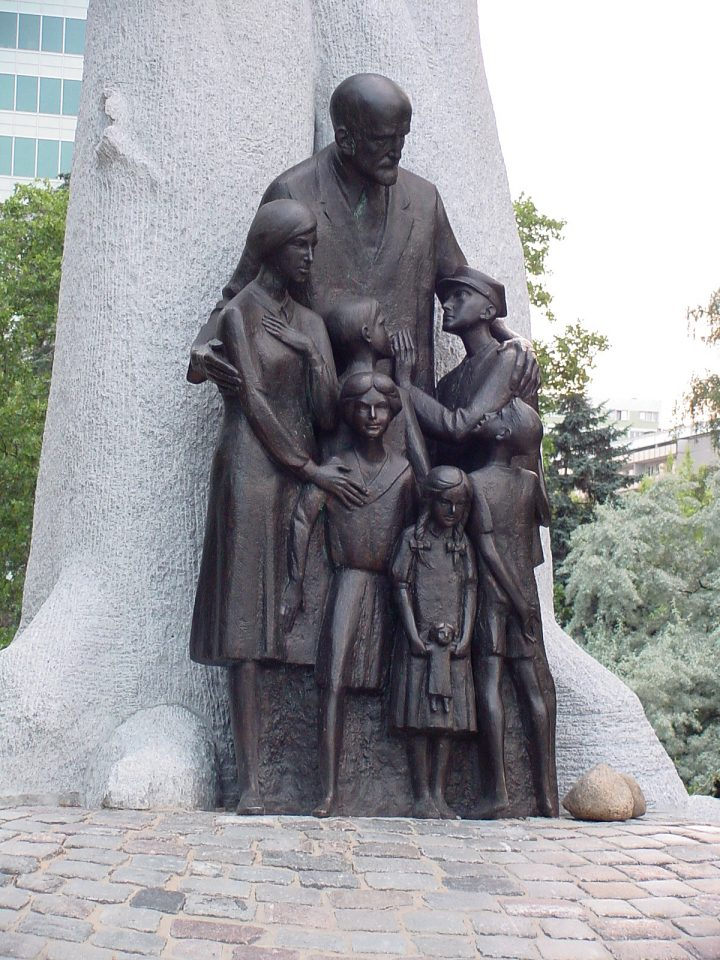
Đài tưởng niệm Korczak ở Warszawa

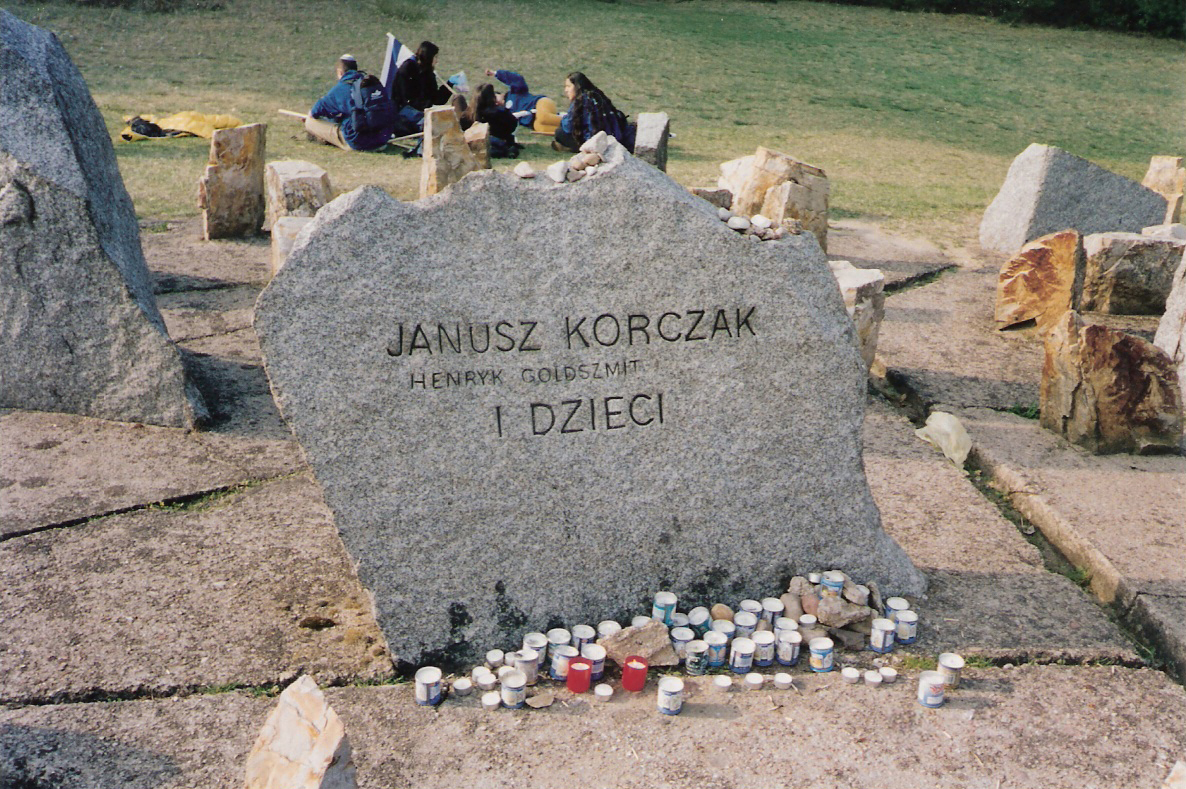
Đá kỷ niệm Korczak tại Treblinka

Năm 1939, khi Thế chiến II nổ ra, Korczak tình nguyện vào Quân đội Ba Lan, nhưng bị từ chối do tuổi tác. Ông đã chứng kiến Wehrmacht tiếp quản Warszawa. Khi người Đức tạo ra Ghetto Warszawa vào năm 1940, trại trẻ mồ côi của ông buộc phải chuyển ra khỏi tòa nhà, Dom Sierot tại Krochmalna 92, đến Ghetto (đầu tiên là Chłodna 33 và sau đó là Sienna 16 / Śliska 9). Korczak chuyển đến với các em. Vào tháng 7, Janusz Korczak đã quyết định rằng những đứa trẻ trong trại trẻ mồ côi nên tập diễn vở kịch của Rabindranath Tagore, Bưu điện.
Vào ngày 5 hoặc 6 tháng 8 năm 1942, binh lính Đức đã đến để thu thập 192 trẻ mồ côi (có một số tranh luận về con số thực tế: có thể là 196) và khoảng một chục nhân viên để chuyển họ đến trại hủy diệt Treblinka. Korczak đã được tổ chức ngầm egota của Ba Lan cung cấp chỗ trốn ở "Aryan", nhưng ông đã liên tục từ chối, ông nói rằng ông không thể bỏ rơi những đứa con mình. Vào ngày 5 tháng 8, ông lại từ chối lời đề nghị chạy trốn, khăng khăng rằng ông sẽ đi với các em.
Những đứa trẻ được mặc quần áo đẹp nhất, và mỗi đứa đều mang một chiếc ba lô màu xanh và một cuốn sách hoặc đồ chơi yêu thích. Joshua Perle, một nhân chứng, đã mô tả đám rước của Korczak và những đứa trẻ qua Ghetto đến Umschlagplatz (điểm trục xuất đến các trại tử thần):
Theo các nhân chứng, khi nhóm trẻ mồ côi cuối cùng cũng đến được Umschlagplatz, một sĩ quan SS đã nhận ra Korczak là tác giả của một trong những cuốn sách thiếu nhi yêu thích của anh ta và đề nghị giúp ông trốn thoát. Trong một phiên bản khác, sĩ quan này đã hành động một chính thức, vì chính quyền Đức Quốc xã đã nghĩ đến một loại "đối xử đặc biệt" đối với Korczak (một số người Do Thái nổi bật với danh tiếng quốc tế đã được gửi đến Theresienstadt). Dù lời đề nghị là gì đi nữa thì Korczak lại một lần nữa từ chối. Ông lên tàu cùng bọn trẻ và không bao giờ quay trở lại. Chuyến đi của Korczak rời khỏi Ghetto cũng được đề cập trong cuốn sách The Pianist của Władysław Szpilman.